# Gelis hispanicus
Gelis hispanicus là một loài tò vò trong họ Ichneumonidae.